# Brunnipila
Brunnipila is een geslacht van schimmels uit de familie Lachnaceae. De typesoort is Brunnipila clandestina.

## Soorten
Volgens Index Fungorum telt het geslacht negen soorten (peildatum april 2022):
| Soortnaam                                      | Auteur(s)                                    | Publicatiejaar |
| ---------------------------------------------- | -------------------------------------------- | -------------- |
| Brunnipila brunneola                           | (Desm.) Baral                                | 2018           |
| Brunnipila calyculiformis                      | (Schumach.) Baral                            | 1985           |
| Brunnipila cannabina                           | (Rehm) Raitv. & Järv                         | 1997           |
| Brunnipila clandestina (Frambozenfranjekelkje) | (Bull.) Baral                                | 1985           |
| Brunnipila dryadis                             | Nograsek & Matzer                            | 1991           |
| Brunnipila dumorum                             | (Roberge ex Desm.) Baral, Helleman & Hairaud | 2015           |
| Brunnipila longipila                           | Nograsek & Matzer                            | 1994           |
| Brunnipila palearum (Lederbruin franjekelkje)  | (Desm.) Baral                                | 1985           |
| Brunnipila pseudocannabina                     | (Raitv.) Tochihara, Sasagawa & Hosoya        | 2019           |